# Comté de Woods
Pour les articles homonymes, voir Woods.
Le comté de Woods est un comté situé dans l'ouest de l'État de l'Oklahoma, aux États-Unis. Le siège du comté est Alva. Selon le recensement de 2000, sa population est de 9 089 habitants.

## Comtés adjacents
- Comté de Comanche, Kansas (Nord)
- Comté de Barber, Kansas (Nord Est)
- Comté d'Alfalfa  (Est)
- Comté de Major  (Sud)
- Comté de Woodward  (Sud Est)
- Comté de Harper  (Ouest)

## Principales villes
- Alva
- Avard
- Capron
- Dacoma
- Freedom
- Waynoka

## Réserve naturelle
- Parc d'État Little Sahara